# 特雷莎·阿韦列拉
特雷莎·何塞·阿韦列拉·杜埃尼亚斯（西班牙語：Teresa José Abelleira Dueñas；2000年1月9日—），西班牙女子职业足球运动员，司职中场，目前效力于皇家马德里足球俱乐部和西班牙国家女子足球队。2023年，她代表西班牙参加国际足联女子世界杯并夺得冠军。2024年，她代表西班牙参与夏季奥林匹克运动会女子足球比赛。